# 비트 세대
비트 세대(Beat Generation)는 1950년대 미국의 경제적 풍요 속에서 획일화, 동질화의 양상으로 개개인이 거대한 사회조직의 한 부속품으로 전락하는 것에 대항하여, 민속음악을 즐기며 산업화 이전시대의 전원생활, 인간정신에 대한 신뢰, 낙천주의적인 사고를 중요시하였던 사람들이다. 이들은 1920년대의 '상실세대(Lost Generation)'처럼 기성 세대의 주류 가치관을 거부 하였다.

## 개요
'비트 제너레이션'은 크게 두 종류로 나눌 수 있다. 하나는 '힙스터(Hipsters)'로서, 혁명가의 기질을 가진 사람들을 말하고, 다른 하나는 '비트닉(Beatniks)'으로서, 방랑자의 기질을 가진 사람들을 말한다. 그들은 기성 사회를 떠나 시를 쓰고, 재즈 음악에 맞추어 춤을 추고, 동방의 선불교에 빠진 사람들을 칭한 것이다.
비트 제너레이션은 뉴욕 컬럼비아 대학교에서 앨런 긴스버그, 잭 케루악과 루시엔 카가 만나면서 시작됐다. 초창기에는 타임스 스퀘어 암흑가에서 활동했다. 1950년대말에는 그리니치빌리지에서 주로 활동했고 이후 이들 비트족(Outsiders)은 샌프란시스코나 뉴올리언스에 모여 살았다. 또한 브니스 웨스트와 뉴욕의 그리니치빌리지의 중심부로부터 노스 비치, 캘리포니아, 맨하탄 남동부를 거쳐 샌프란시스코의 하이트에시버리지역으로 진출하였으며, 그 후 하시버리(Hashbury) 지역으로 진출했으며 이후 보헤미아니즘의 새로운 요람으로 성장하여 히피의 중심지가 되었다.
그들은 당대의 미국 사회가 순응, 일치, 동질화, 물질주의, 검열, 획일성 등에 의해 지배되고 있다고 판단했다.
풍요와 평온 밑에 은닉된 이러한 속성들이 미국 사회의 순응을 강요받아 마치 진정제를 맞은 환자처럼 평온한 사회라 말하며 이 시기의 미국 사회를 '진정제 맞은 1950년대'라고 규정했다.

## 대표적인 사람들
유대인 출신의 시인이며 동성애자인 앨런 긴즈버그가 그들을 대표하였으며, 그들은 자기들만 통하는 은어를 사용하고 제임스 딘이나 말론 브란도 같은 '반항적인 배우들'을 숭배하였다. 또, 사회에서 성공하려는 사람들을 '인습적인 사람들'이라고 경멸하였다.
그들은 잭 케루악의 소설 《길 위에서》에 나타난 것처럼, 어디로 가야 하는지 모르면서도 어떻게든 쉬지 않고 가야 한다고 생각하는 방랑자들이었다. 그들은 사회의 획일성에 싫증을 느낀 나머지, 책임으로부터 도피해 보려고 하였다. 그들은 기성 사회의 질식할 것 같은 분위기를 거부하는 과정에서 개인의 진정한 모습을 찾을 수 있다고 생각하였다.

## 대표작
- 《하울과 기타 시편》 (Howl and Other Poems), (1956년) 앨런 긴스버그
- 《벌거벗은 점심》(The Naked Lunch) (1959년), 윌리엄 S. 버로스
- 《길 위에서》(On the Road) (1957년) 잭 케루악

## 영화
- 《비트닉》(원제 "The Source")
- 《킬 유어 달링스》
- 《하울》

## 같이 보기
- 잃어버린 세대 (Lost Generation)
- 미국 문학
- 컬럼비아 대학교